# Kompetenzfeststellungsverfahren
Kompetenzfeststellungsverfahren dienen dazu, Kompetenzen nach außen für andere sichtbar zu machen.

## Kompetenzfeststellungsverfahren bei Schülern und Schülerinnen nach APF (Abschlussportfolio)

### Zugrundeliegender Kompetenzbegriff
In der wissenschaftlichen Fachliteratur ist der Begriff Kompetenz definiert als „Fähigkeiten oder Dispositionen des Menschen, die ihn in die Lage versetzen, ein Handlungsziel in gegebenen Situationen aufgrund von Erfahrung, Können und Wissen selbstorganisiert zu erreichen. Sie ist nicht direkt überprüfbar, sondern nur aus der Realisierung der Dispositionen zu erschließen, insbesondere bei der kreativen Bewältigung neuer, nicht routinemäßger Anforderungen.“

### Bestandteile des Kompetenznachweises

#### Anforderungsprofil
Das Projekt, das dem Kompetenznachweis zugrunde liegt, wird so beschrieben, dass ein außenstehender Leser die Anforderungen an den Jugendlichen nachvollziehen kann. Das Anforderungsprofil enthält die schulischen Rahmenbedingungen und die pädagogische Aufgabenstellung und wird in der Regel von der Schule, dem Lehrer oder Tutor beschrieben. Die Beschreibung enthält Angaben, ob das Projekt verpflichtend oder freiwillig war. Sie benennt die spezifischen Schwerpunkte des Projektes hinsichtlich Inhalt, Methode und pädagogischer Zielsetzung und enthält Hinweise auf entsprechende Kenntnisse, Fertigkeiten, Einstellungen und Kompetenzen, die infolge des Projektes angeeignet werden können.

#### Tätigkeitsbeschreibung des Jugendlichen
In der Schülerselbstreflexion werden die konkreten Tätigkeiten und Handlungen beschrieben. Die Schülerselbstreflexion enthält außerdem den Namen des Schülers, das Thema des Projektes und wo, wann und wie lange es stattgefunden hat.

#### Bestimmung der Kompetenzen und Fähigkeiten durch den Jugendlichen
In einem nächsten Schritt ermittelt der Jugendliche aus der eigenen Tätigkeit die Kompetenzen, Fähigkeiten und Fertigkeiten, welche er durch die Ausführung einer bestimmten Handlung erworben und erübt hat. Er beschreibt seine Zielvorgaben, Ambitionen und Erwartungen hinsichtlich der Kenntnisse, der Fertigkeiten, Einstellungen und Kompetenzen, die er erwerben will und beschreibt und analysiert den eigenen Lernprozesses, die Lernerträge und was tatsächlich stattgefunden hat. Jüngere Schüler sind zu diesem Schritt noch nicht in der Lage. Bei ihnen entfällt dieser Schritt.

#### Nachweis der Kompetenzen durch eine Fremdevaluation
Um das Ergebnis der Selbstevaluation zu objektivieren, d. h. begründet zu belegen, dass der Schüler, die Schülerin in einem bestimmten Umfang über die ermittelten Kompetenzen verfügt, braucht er eine Bestätigung (oder auch Korrektur) von außen. Dies muss natürlich durch Menschen geschehen, die auch eine Beurteilung darüber treffen können, d. h. durch Menschen, die gemeinsam mit ihm gelebt, geübt, gespielt, gearbeitet haben oder die am Ergebnis seiner Tätigkeit ablesen konnten, was er und wie gut er etwas kann. Je mehr Menschen eine Fremdbeurteilung abgeben, desto objektiver wird in der Regel das Ergebnis.

#### Ergebnissicherung im Kompetenznachweis
Alle vier Teilschritte werden in einem Dokument hintereinander aufgeführt. Ist ein Produkt entstanden, kann ein Foto davon ebenfalls im Kompetenznachweis dokumentiert werden.

### Evaluationshilfen für Schüler
Damit die Jugendlichen eine Selbstevaluation leisten können, müssen sie Evaluationsinstrumente zur Verfügung haben. Das kann ein Lernbegleitungsgespräch mit dem schulischen Lernbegleiter sein, in dem gemeinsam auf das Projekt geblickt wird oder ein Fragebogen mit offenen Fragen.

## Leistung des Kompetenzfeststellungsverfahrens
Dieses Kompetenzfeststellungsverfahren zeigt:
- Methodenkompetenz (methodisch-strategisches Lernen): Die Methodenkompetenz umfasst die Beherrschung und Anwendung verschiedener Arbeitsmethoden und Lerntechniken, d. h. instrumentell selbst organisiert zu handeln und Tätigkeiten, Aufgaben und Lösungen methodisch kreativ zu gestalten, z. B. Informationen beschaffen, Nachschlagen, Ordnen, Strukturieren, Exzerpieren, Planen, Organisieren, Archivieren, Präsentieren, Referieren, Visualisieren usw. Die Methodenkompetenzen werden auch häufig unter die Fachkompetenzen subsumiert.
- Sozialkompetenz (sozialkommunikatives Lernen): Die Sozialkompetenzen werden dort relevant, wo Menschen miteinander umgehen. Sozial kompetentes Verhalten äußert sich durch die Fähigkeit, sich einordnen zu können (z. B. in ein Team), mit anderen zu kooperieren, Beziehungsnetze zu knüpfen (networking), Konflikte zu bewältigen und mit Kritik umgehen zu können. Sie sind Dispositionen, kommunikativ und kooperativ selbst organisiert zu handeln, d. h., sich mit anderen kreativ auseinander- und zusammenzusetzen, sich gruppen- und beziehungsorientiert zu verhalten, um neue Plane und Ziele zu entwickeln: Zuhören, Begründen, Argumentieren, Fragen, Diskutieren, Kooperieren, Integrieren, Gespräche fuhren, Präsentieren usw.
- Selbstkompetenz (personale Kompetenz, Individualkompetenzen): Die Selbstkompetenz sind diejenige Fähigkeiten: Kenntnisse, Fertigkeiten und Haltungen, die den Umgang mit der eigenen Person betreffen. Da sie jedoch meistens auch Auswirkungen auf das soziale Miteinander haben (wie z. B. Pünktlichkeit, Selbstständigkeit, Verantwortlichkeit usw.), werden sie häufig mit den Sozialkompetenzen verbunden. Sie sind die Dispositionen, reflexiv selbst organisiert zu handeln, d. h., sich selbst einzuschätzen, produktive Einstellungen, Wertschätzungen, Motive und Selbstbilder zu entwickeln, eigene Begabungen, Motivationen, Leistungsvorsätze zu entfalten und sich innerhalb und außerhalb der Arbeit kreativ zu entwickeln und zu lernen: Selbstvertrauen entwickeln, Spaß an einem Thema/einer Methode haben, Identifikation und Engagement entwickeln, Wertschätzungen aufbauen.[4][5][6][7]

### Kompetenzportfolio
Die im Verlauf der Schulzeit erworbenen Kompetenznachweise werden in einer Mappe zum Kompetenzportfolio zusammengefasst. Das Kompetenzportfolio ist in Form des Abschlussportfolios (APF) in 21 Waldorfschulen in NRW Bestandteil des Waldorfabschlusses.

### Vorteile des Verfahrens
Im Gegensatz zu Kompetenzrastern können in diesem Zusammenhang auch unerwartete Kompetenzen zum Ausdruck kommen. Der Leser kennt anhand der Tätigkeitsbeschreibung den Zusammenhang und kann nachvollziehen, wie es zur Bescheinigung der Kompetenz kommt.

### Nachteile des Verfahrens
Jugendliche mit geringer sprachlicher Begabung, wie zum Beispiel Förderschüler, sind nicht oder nur in knapper Form in der Lage, eine Selbstevaluation zu schreiben.

### Wissenschaftliche Evaluation des Verfahrens
Die Entwicklung des Kompetenznachweises und des Kompetenzportfolios wurde von 2005 bis 2007 vom Institut für Pädagogik der Alanus Hochschule durch Michael Brater wissenschaftlich begleitet und evaluiert. Die Form des Kompetenznachweises und des Kompetenzportfolios wurde an der Rudolf Steiner Schule Bochum entwickelt, besonders dafür geeignete Projekte, wie das Schauspiel an der Freien Waldorfschule Köln, die Jahresarbeit an der Rudolf Steiner Schule Düsseldorf und Handwerk an der Freien Waldorfschule Krefeld wurden ebenfalls wissenschaftlich begleitet und evaluiert.

## Kompetenzevaluation nach Kompetenznachweis International
Das Nachweisverfahren des Kompetenznachweis besteht aus vier Schritten:
1. Anforderungsprofil: Bei der kompetenzorientierten Projektanalyse handelt es sich um eine detaillierte Beschreibung der Anforderungen, die das Projekt an die Teilnehmenden bzw. jugendlichen Teamer stellt.
2. Beobachtung: Die Fachkraft und die Jugendlichen beobachten die Projektprozesse.
3. Dialog: Im Gespräch zwischen dem oder der Jugendlichen und der Fachkraft über die gemachten Beobachtungen erfolgt der Austausch der Wahrnehmungen.
4. Beschreibung: Als letzter Schritt folgt die gemeinsame Beschreibung der beobachteten Kompetenzen im Kompetenznachweis International.[11]